# アカマンボウ
アカマンボウとは、アカマンボウ目アカマンボウ科に属する深海魚。別名、マンダイ。体型はマンボウ (Mola mola) に似るが、マンボウの仲間ではない。リュウグウノツカイに近縁の魚である。

## 形状
全長2 m、体重270 kgほどにもなる大型魚である。体は円盤形で、左右から押しつぶされたように平たい。口は前に少し突き出ていて、歯がない。体はタチウオのように銀色で、小さくて剥げやすい鱗に覆われる。鰭と口元、目の周りは鮮やかな赤色で、胸鰭、背鰭の前端部、腹鰭が鎌状に長く発達する。側線は胸鰭の上で背中側に大きく曲がっている。背鰭棘はi+50棘で、尻鰭は38棘、胸鰭は23棘である。
体全体に不規則な斑点がある。その殆どが円形で、大きい紋は瞳孔よりも小さく、密集している。
外見や生態は和名のとおりマンボウにも似ているが、分類上はまったく別の魚である。マンボウと違って尾びれをもち、胸びれが垂直ではなく水平に長く発達している。なお、ラテン語での目名、科名、属名は、「輝かしい」「明確な」という意味のギリシャ語 lampros に由来し、名のとおり鮮やかな外見の魚といえる。種小名はギリシャ語で「大きい」を意味するmegaと、「目」を意味するopsに由来し、同属種と比べ目が比較的大きい事に由来する。
同属種のL. incognitusに似るものの、アカマンボウの眼球の水平径は、頭長の4.7倍程度であるのに対して、L. incognitusは水平径の眼径は頭長の5.4倍程度である。

## 生態
本種は、外洋域の水深500 mまでの表層・中層に生息する。ただし人目に触れない環境に生息しているため、生態についてはほとんどが不明である。
マグロなどと同様に、胸鰭と尾鰭を使って泳ぎながら生活していると考えられている。食性は肉食性で、クラゲ、イカ、オキアミ、小魚などを捕食する。いっぽうで天敵はアオザメやホホジロザメといった外洋性の大型のサメである。
稚魚は細長く、リュウグウノツカイの稚魚に似ているが、背鰭と腹鰭が長く伸びないので区別される。やがて体が円盤状になり、成魚の姿へと変わってゆく。
2015年5月、アメリカの海洋大気庁の研究チームにより、アカマンボウには魚類で唯一、血液の温度を保つ機能があることが確認された。アカマンボウには、心臓とえらの間に特殊な血管の絶縁網があり、心臓から送られた温かい血液が、えらが取り込んだ海水によって冷やされた血液を温めなおす体の作りをしている。これにより、アカマンボウは周辺の海水よりも5度ほど高い体温を保つことができるようになっており、深海でも活発な活動が可能とされる。これは哺乳類や鳥類とほぼ同じ体温維持の方法である。

## 分布
中・北太平洋からは、アメリカ領サモア以西、オーストラリア、インドネシア、南アフリカ（インド洋）、メキシコ湾、メキシコ湾で記録されており、西太平洋からはサモア、オーストラリア、インドネシア、南アフリカ、メキシコ湾、そしてチリの海岸線沿いでの記録がある。
アカマンボウは西経160度以東にはほとんど生息しない。

## 食材
味がよく、ハワイや沖縄などでは食用に珍重されている。とりわけ、沖縄ではお手頃価格の万能魚とされている。
アカマンボウは、専門的な漁として取られるというよりは、延縄などでマグロに混じって漁獲されることのほうが多い。
調理法は、腹側を刺身に、背側をムニエルなどの加熱調理用にする。
身の一部にマグロに似た赤身が取れる部位があり、味や食感もマグロに近いことから、「安価な回転寿司店などではマグロの代用魚として利用されている」とも言われている。
この説を前提に自らアカマンボウを捌いて赤身を食した生物ライターの平坂寛は、味について「十分代役を務められる」としつつ、食品偽装に対する消費者の厳しい目がある現状や、マグロ以上に漁獲が不安定で珍しいこと、一尾から採れる赤身の少なさ、加工しづらい形状などから、マグロの代用魚説は「眉唾」「都市伝説と思っておいた方がいい」と結論づけている。

## 別名
マンダイ、マンボウ、ヒャクマンダイ、キンタイ、金魚とも呼ばれている。

## 分類
従来アカマンボウ科にはアカマンボウ(Lampris guttatus)と南半球に分布する全長1m程度のミナミマンダイ (Lampris immaculatus)の1属2種のみが属するとされていた。
しかし2018年にアカマンボウLampris guttatusは5種に分類され、アカマンボウ科は6種となった。その結果従来「アカマンボウ」とされていたLampris guttatusは北西太平洋のみに分布することが判明し、アカマンボウの学名はLampris megalopsisに変更された。